# لیچفیلد (نبراسکا)
لیچفیلد(به انگلیسی: Litchfield) شهری در ایالت نبراسکا کشور ایالات متحده آمریکا است که جمعیت آن در سرشماری سال ۲۰۱۰ میلادی، ۲۶۲ نفر بوده‌است.